# (37291) 2001 AP26
2001 أي بي 26 (ويعرف أيضًا باسم (37291) 2001 أي بي 26 وفق تسمية الكوكب الصغير) (بالإنجليزية: 2001 AP26)‏ هو كويكب ضمن حزام الكويكبات؛ وترتيبه 37291 من حيث الاكتشاف.
اكتُشف هذا الجُرم الفلكي بواسطة بحث لنكولن عن الكويكبات القريبة من الأرض في 5 يناير 2001.

## وصلات خارجية
- (37291) 2001 AP26 في قاعدة بيانات مختبر الدفع النفاث لأجرام النظام الشمسي الصغيرة

- الاكتشاف · مخطط المدار ·  العناصر المدارية · المعلمات المادية

- (37291) 2001 AP26 على موقع ويكي سكاي: DSS2, SDSS, GALEX, IRAS, Hydrogen α, X-Ray, Astrophoto, Sky Map, Articles and images